# Anacheilium vespa
Anacheilium vespa é uma espécie de orquídea  muito comum por quase toda a América Latina, Caribe e sul dos Estados Unidos, a qual, pela ampla dispersão, originou diversas variedades decorrentes da diferenciação de grupos de plantas geograficamente isoladas. Muitos destes grupos são frequentemente classificados como espécies autônomas não havendo consenso sobre os limites de cada espécie. A tendência moderna é classificar este conjunto de espécies como um complexo onde algumas espécies são reconhecidas, outras relegadas à sinonímia. A separação de cada uma das espécies é sempre um problema de difícil solução, dai o elevado número de sinônimos que apresenta. Não há consenso também sobre o gênero em que devem ser classificadas. Muitos defendem sua classificação no gênero Prosthechea.